# Maurice Antoine François Monguillot
Maurice Antoine François Monguillot  (ngày 9 tháng 8 năm 1874 – ngày 23 tháng 6 năm 1945) là quân nhân và quan chức thuộc địa người Pháp ở Đông Dương. Ông từng ba lần giữ chức quyền Toàn quyền Đông Dương; từ tháng 5 năm 1919 đến tháng 2 năm 1920, tháng 4 năm 1925 đến tháng 11 năm 1925 và tháng 11 năm 1927 đến tháng 8 năm 1928.

## Tiểu sử
Monguillot được phong là Hiệp sĩ Quân đoàn Danh dự vào ngày 18 tháng 1 năm 1911, là Sĩ quan Quân đoàn Danh dự vào ngày 23 tháng 3 năm 1916, Chỉ huy Quân đoàn Danh dự vào ngày 18 tháng 1 năm 1921. Thông báo được công bố trao tặng Bắc Đẩu Bội tinh vào năm 1925 ghi rằng nhờ thành tựu trên cương vị là Toàn quyền Đông Dương, Thống sứ Bắc Kỳ và sau đó là quản lý Nhà máy Chưng cất Rượu Đông Dương, chủ tịch Tơ-rớt Thuộc địa, rồi lên làm chủ tịch các mỏ thiếc đã được quốc hữu hóa ở Thượng Bắc Kỳ.
Ông trúng tuyển vào trường École Polytechnique thuộc Bộ Chiến tranh vào năm 1894  trong bốn năm, sau đó tham chiến trong vai trò là lính pháo binh đội Thủy quân lục chiến từ năm 1896 và tham gia Thế chiến thứ nhất cho đến năm 1916. Ông từng đóng quân tại Bắc Kỳ năm 1902 trong thời chiến, Tunisia trong thời bình năm 1906, đến Antilles thuộc Pháp năm 1908, ở Nam Kỳ năm 1909, Bắc Kỳ thời chiến năm 1912, Madagascar thời chiến năm 1911–1912, Châu Phi Xích đạo thuộc Pháp năm 1913–1914 và trong Thế chiến thứ nhất ở Pháp từ ngày 2 tháng 8 năm 1914 đến 31 tháng 3 năm 1916.
Hồ sơ nhập học của Monguillot tại trường École Polytechnique ghi rằng ông cao 1,67m với mái tóc vàng sẫm và đôi mắt xanh xám.
Trong thời gian làm nhà quản lý thuộc địa ở châu Á, ông đã công bố một sắc lệnh vào ngày 30 tháng 10 năm 1925 nhằm bảo vệ di chỉ Angkor. Trong thời gian Andre Malraux lưu lại Đông Dương, Monguillot đã theo dõi sát sao ông ấy do mối quan hệ với những phần tử Bolshevik; khi Malraux ở Hà Nội, Monguillot từ chối gặp ông này.
Monguillot đã yêu cầu thực hiện (và đã được cấp) quyền hưởng lương hưu do ông đã có thời gian làm việc lâu dài với chính phủ (với sự miễn trừ đặc biệt do tuổi tác của ông) bắt đầu từ ngày 1 tháng 3 năm 1929. Lúc đó ông đã 55 tuổi.
Monguillot có một loài chim được đặt theo tên ông là sẻ thông họng vàng do nhà điểu học người Mỹ Jean Théodore Delacour đặt ra vào năm 1926 theo danh pháp nhị thức Hypacanthis monguilloti 